# Apostolic Faith Mission of Namibia
Apostolic Faith Mission of Namibia är den äldsta och största pingskyrkan i Namibia.
Man räknar sina rötter tillbaka till polismästaren A J Venter, tillhörande Apostolic Faith Mission of South Africa (AFMSA), som 1919 förflyttades till Namibia och omgående började evangelisera där. Tio år senare invandrade boer från bosättningar i Angola. Flera av dem kom i kontakt med Venters rörelse och anslöt sig till den. En av dessa, Koos Alberts döptes 1929 och avskiljdes 1936 till evangelist vid en AFMSA-konferens i Johannesburg.
Ursprungligen hade kyrkan sitt huvudsakliga fäste bland vita i norra Namibia. Därefter har den spridit sig till alla andra folkgrupper och har idag mer än 100 församlingar över hela landet och en bibelskola i Grootfontein grundad 1996.
Internationellt är man ansluten till AFM INTERNATIONAL och Pentecostal World Fellowship (PWF).